# ニューホープ・インターナショナル・ミニストリーズ
ニュー・ホープ・インターナショナル・ミニストリーズ(New Hope International Ministries、略称NHI)は日本の聖霊派の団体である。

## 沿革
1995年にウェイン・コディロ牧師がハワイ州ホノルルのニューホープ・クリスチャン・フェローシップを開拓し始め。1999年10月にタロ・サタラカが日本の宣教師とて派遣される。2000年3月にニューホープ・インターナショナル・フェロシップ東京教会を開拓した。2000年7月5日に日本で開拓伝道をしていた牧師達が集まり、NHIを発足させた。

## 特徴
- 聖書信仰
- 終末における神の栄光の回復
- 神の恵みとしての聖霊体験の強調

## 本部
- 東京都新宿区西新宿、新宿シャローム教会

## 主な人物
- ウェイン・コデロ
- 稲福エルマ
- スリヤ佐野一夫
- 田村淳